# Donnelly (Idaho)
Donnelly è una città degli Stati Uniti d'America, situata nella contea di Contea di Valley, nello Stato dell'Idaho.